# Morgan Russell
Morgan Russell (Nueva York, 25 de enero de 1886 - 29 de mayo de 1953) fue un pintor abstracto estadounidense. Junto con Stanton Macdonald-Wright, se le considera cofundador del movimiento sincromista en 1912.